# Азиатская валютная единица
Азиатская валютная единица (англ. Asian monetary unit, AMU) — валютная корзина, введённая в 2006 году Исследовательским институтом экономики, торговли и промышленности (RIETI) аналогично европейской валютной единице (ЭКЮ). AMU должна отражать котировки акций денежных единиц 13 стран региона, и, возможно, превратится со временем в азиатский аналог евро.
Государства, согласившиеся использовать в обращении AMU:
- Китайская Народная Республика
- Королевство Камбоджа
- Королевство Таиланд
- Лаосская Народно-Демократическая Республика
- Республика Индонезия
- Республика Корея
- Республика Сингапур
- Республика Филиппины
- Социалистическая Республика Вьетнам
- Союз Мьянма
- Султанат Бруней-Даруссалам
- Федерация Малайзия
- Япония
- Австралия
- Новая Зеландия
- Индия

Азиатский банк развития (АБР), учредителями которого, кроме стран АСЕАН, являются Китай, Япония и Южная Корея, стал мотором создания общего рынка Юго-восточной Азии по примеру общего рынка Европы. Для реализации этой идеи был создан Азиатский клиринговый союз (АКС). Два года назад АБР ввел для него клиринговую расчетную единицу Asian Currency Unit — AKU, с перспективой создать полноценную региональную валюту — азио, по принципу евро. Многие аналитики сравнивают AKU с европейской клиринговой расчетной единицей European Currency Unit — EKU, которая существовала в Европейском экономическом союзе до введения евро в 1999 году. Но пока она скорее похожа на переводной рубль СЭВ советских времен.
AKU формируется по принципу корзины валют стран-участниц плюс американский доллар и евро, и пропорционально отражает валовой национальный продукт и объемы внешней торговли стран-участниц АКС. Курс всех национальных азиатских валют по отношению к единой валюте ежедневно публикуется АБР. В некоторых странах АСЕАН даже ведутся обсуждения о возможном введении AKU в качестве национальной валюты, не дожидаясь введения азио.